# Френска връзка
„Френска връзка“ (на английски: The French Connection) е американски филм от 1971 година, криминален екшън на режисьора Уилям Фридкин по сценарий на Ърнест Тидиман, базиран на романа „Френска връзка“ от Робин Мур. Главните роли се изпълняват от Джийн Хекман, Фернандо Рей, Рой Шайдър, Тони Ло Бианко, Марсел Бозюфи.
Според Американския филмов институт „Френска връзка“ е сред десетте най-добри филми, от които те побиват тръпки, в американското кино.

## Сюжет
В центъра на сюжета е полицай в Ню Йорк, разследващ предстоящия нелегален внос от Франция на голямо количество хероин, при което се сблъсква с група рафинирани, но безскрупулни престъпници. 

## В ролите
| Изпълнител          | Роля                        |
| ------------------- | --------------------------- |
| Джийн Хекман        | Детектив Джими (Попай) Дойл |
| Фернандо Рей        | Ален Шарние                 |
| Рой Шайдър          | Детектив Бади (Клоуди) Русо |
| Тони Ло Бианко      | Салваторе Бока              |
| Марсел Бозюфи       | Килър Пиер Николи           |
| Фредерик де Паскуал | Анри Деверо                 |

## Награди и номинации
„Френска връзка“ получава 5 награди „Оскар“ (за най-добър филм, режисура, адаптиран сценарий, главна мъжка роля и монтаж), 3 награди „Златен глобус“ (за най-добра драма, режисура и главна мъжка роля в драма) и 2 награди на БАФТА (за мъжка роля и монтаж).